# Tituly a vyznamenání Mičiko

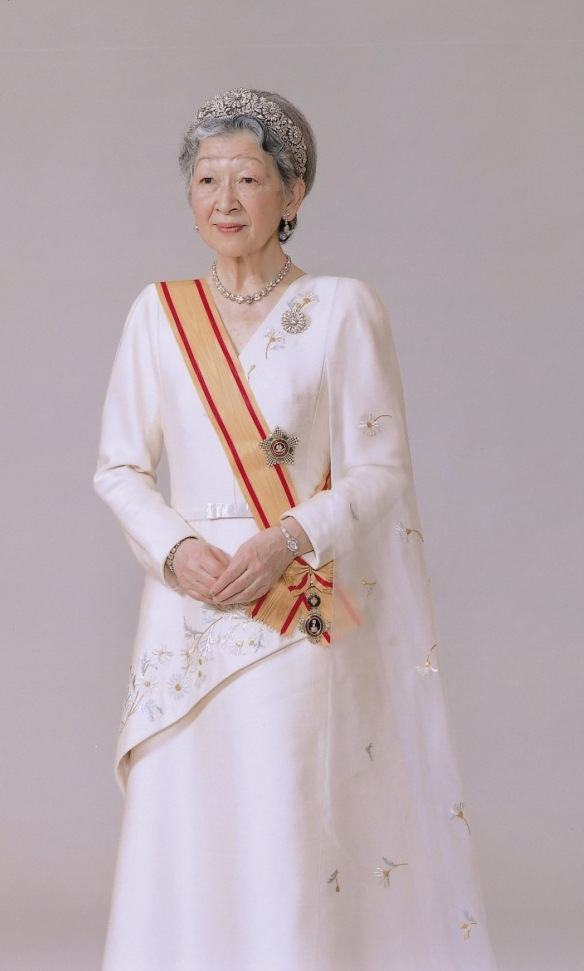
Japonská císařovna Mičiko s velkostuhou Řádu drahocenné koruny

Mičiko, bývalá japonská císařovna, obdržela řadu japonských i zahraničních vyznamenání a ocenění.

## Tituly
- 20. října 1934 – 10. dubna 1959: slečna Mičiko Šóda
- 10. dubna 1959 – 7. ledna 1989: Její císařská Výsost korunní princezna
- 7. ledna 1989 – 30. dubna 2019: Její Veličenstvo císařovna
- 1. května 2019 – dosud: Její Veličenstvo emeritní císařovna (japonsky: 上皇后陛下)[1]

## Vyznamenání

Znak japonské císařovny jakožto dámy velkokříže Řádu Karla III.

### Japonská vyznamenání
- Řád drahocenné koruny I. třídy, 10. dubna 1959
- rytíř Odznaku Červeného kříže
- Medaile Červeného kříže

### Zahraniční vyznamenání
- Belgie
  -  velkokříž Řádu Leopoldova
- Dánsko
  -  rytíř Řádu slona, 2. června 1998[2]
- Etiopie
  -  velkostuha Řádu královny ze Sáby
- Filipíny
  -  Řád Gabriely Silang, 3. prosince 2002
- Itálie
  -  velkokříž Řádu zásluh o Italskou republiku, 12. dubna 1998
- Litva
  -  velkokříž Řádu Vitolda Velikého, 22. května 2007[3]
- Lucembursko
  -  dáma Nasavského domácího řádu zlatého lva
- Maďarsko
  -  velkokříž s řetězem Záslužného řádu Maďarské republiky
- Malajsie
  -  Řád říšské koruny
- Maroko
  -  velkostuha Řádu Ouissam Alaouite
- Německo
  -  velkokříž speciální třídy Záslužného řádu Spolkové republiky Německo
- Nepál
  -  Řád Ojaswi Rajanya, 1960[4]
  -  Korunovační medaile krále Biréndry, 24. února 1975[5]
- Nizozemsko
  -  rytíř velkokříže Řádu nizozemského lva, 1991
- Norsko
  -  velkokříž Řádu svatého Olafa, 1. července 2001[6]
- Polsko
  -  rytíř Řádu bílé orlice. 3. července 2002 – udělil prezident Aleksander Kwaśniewski[7]
- Portugalsko
  -  velkokříž Řádu svatého Jakuba od meče, 2. prosince 1993[8]
  -  velkokříž Řádu prince Jindřicha, 12. května 1998[8]
- Rakousko
  -  velkohvězda Čestného odznaku Za zásluhy o Rakouskou republiku,1999[9]
- Řecko
  -  velkokříž Řádu Spasitele
- Španělsko
  -  dáma velkokříže Řádu Isabely Katolické, 20. ledna 1972, udělil Francisco Franco[10]
  -  dáma velkokříže Řádu Karla III., 7. října 1994, udělil král Juan Carlos I.[11]
- Švédsko
  -  rytíř Řádu Serafínů, 2007[12]
- Thajsko
  -  dáma Řádu Mahá Čakrí, 26. září 1991
  - Pamětní medaile 60. výročí nástupu na trůn krále Pchúmipchona Adunjadéta

## Čestné pozice
- čestná předsedkyně Japonského Červeného kříže